# Lusignano
 (septembre 2020).
Lusignano (Lüxignan en Ligure) est une frazione d'environ 1000 habitants de la commune d'Albenga, dans la province de Savone.

## Géographie

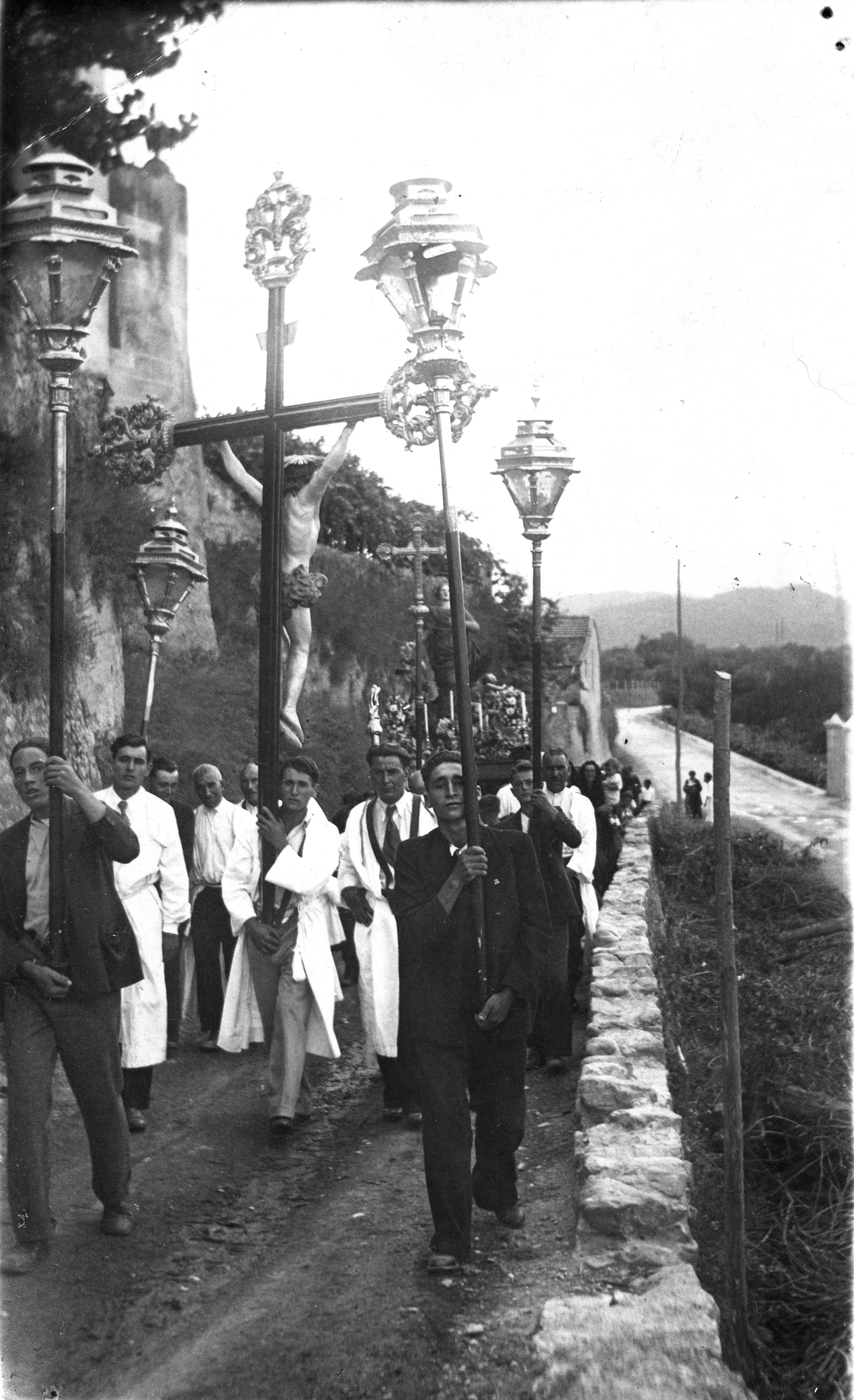
Procession du début du siècle avec le crucifix artistique de la confrérie.

La localité est située à 20 m d'altitude, et à environ 4 km du centre habité, dans une bande de plaine étroite entre la rivière Centa et les ramifications des collines escarpées qui délimitent la plaine au sud. Les montagnes sont encore appelées avec des termes dialectaux, comme une rocca du pistulè ou le monte piscia vin. Le toponyme provient des fonds rustiques, tels que Antognano, Aregliano, Velirano, Verano, tous de vastes proportions et qui exploitaient la fertile plaine d'Ingauna.
La ville est traversée par un ruisseau nommé Rio Carpaneto. La zone habitée se développe le long de la crête vallonnée avec un tracé plutôt articulé, témoignage probable d'une origine plus ancienne que les autres villas de la plaine.
Lors des fouilles pour la construction d'un nouveau complexe résidentiel, dans la région de Rusineo, les ruines d'une grande villa romaine ont émergé, ce qui indique une présence dans la région certainement de l'époque romaine.

## Villa romaine rustique
Le site archéologique a été découvert en 1995, pendant les travaux pour la construction du grand ensemble de Rusineo, le long de la bande qui se trouve au pied de la montagne, qui délimite au sud le plateau d'Albenga, entre les hameaux de Lusignano et Barbano. La zone archéologique, où on peut reconnaître les restes d'une ferme ou de la pars rustica d'une villa, s'étend en direction est-ouest, sur un coteau surélevé d'une dizaine de mètres sur le plateau, en vue d'Albenga et de la mer, à l’abri des inondations impétueuses de l'Arroscia, mais près d'un petit cours d'eau: un emplacement heureux, pleinement conforme aux prescriptions suggérées par les sources antiques pour une villa perfecta.
Il reste partiellement, les côtés nord, sud et ouest d'une grande cour rectangulaire, large de 24 mètres, formée par des maçonneries en béton, revêtues avec pierraille irrégulière. Le côté est de la cour et les maçonneries, qui se trouvaient à ouest de la cour, ont été complètement emportés pendant la course du temps, probablement quand, récemment, la zone a été étagée pour des buts agricoles et des déblaiements ont été effectués. Sur le côté nord de la cour on trouve quatre pièces adjacentes, avec sol en terre battue, utilisées comme pièces de service ou comme abri pour l'outillage. Le côté sud de la cour, aujourd'hui recouvert, est occupé entièrement par une pièce unique, plutôt étroite et allongée, interprétable comme une étable. Quelques tuiles, cimentées le long du mur qui délimite le côté intérieur de la cour, en légère inclinaison vers l'extérieur, semblent canalisations pour l'écoulement des purins, tandis que dans le petit bassin voisin, dont on conserve le fond revêtu en béton de tuileau , on peut reconnaître un abreuvoir.